# Вайли, Таррелл
Та́ррел Верл Ва́йли, также Э́ллвин Та́ррел Уа́йли (англ. Turrell Verl Wylie, Ellwyn Turrell Wylie; 20 августа 1927, Дуранго, Колорадо — 25 августа 1984, Сиэтл, Вашингтон) — американский тибетолог, профессор тибетского языка в Вашингтонском университете и первый председатель факультета Языков и литературы Азии. Основал первую в истории США программу тибетских исследований.
Наиболее известен как создатель системы транслитерации тибетского алфавита с помощью символов латинского алфавита, которую он описал в своей статье Стандартная система тибетской транскрипции (A Standard System of Tibetan Transcription, 1959). Предложенная Вайли система стала почти повсеместно принятой схемой и известна как транслитерация Вайли (Wylie transliteration).

## Биография
Таррел отучился в Вашингтонском университете, получив степень бакалавра искусств. Вайли продолжил учебу в Вашингтоне в качестве аспиранта и в 1958 году получил докторскую степень за защиту диссертации на китайском языке.

## Избранная библиография

### Книги
- (1950) A Tibetan religious geography of Nepal (Serie Orientale Roma XLII),  Rome, Istituto per il Medio ed Estremo Oriente
- (1957) A Place Name Index to George N. Roerich's translation of the Blue Annals (Serie Orientale Roma XV),  Rome, Istituto per il Medio ed Estremo Oriente
- (1975) Tibet’s role in Inner Asia. Bloomington, Ind.,  Indiana University, Asian Studies Research Institute

### Статьи
- (1959) A Standard System of Tibetan Transcription. Harvard Journal of Asiatic Studies(Vol. 22) p. 261-267
- (1959) Dating the Tibetan Geography 'Dzam-glig-rgyas-bshad through its description of the western hemisphere.  Central Asiatic Journal (vol. IV-4), p. 300-311
- The Tibetan Tradition of Geography. Bulletin of Tibetology, p. 17-26